# Крюковщина (Киевская область)
Крюковщи́на (укр. Крюківщина) — ГПТ в Бучанском районе Киевской области Украины. До 2012 года было селом. До 2020 года являлось частью Киево-Святошинского района. Являлось административным центром Крюковщинского сельского совета. С 2020 года Вишневской городской громады.
Население по переписи 2001 года составляло 3509 человек. Занимает площадь 4,42 км².
Население по переписи 2022 года составляло 11,846 человек. Занимает площадь 4,42 км².

## История
Село известно с 1701 года. Лаврентий Похилевич в «Сказании о населённых местностях Киевской губернии» (1864 год) пишет: «Крюковщина село в двух верстах от села Гатного при безымянном ручье, летом пересыхающем на возвышенной равнине с небольшим по местам перелесками кустарниковыми. Жителей обоего пола с Шахравщиной 642, да евреев 12. Шахравщиной называется отдельная часть села при речке Вете, заселённая потомками Молдавского выходца в начале прошлого века Давыда, женившегося в м. Монастырищах на малороссиянке. Почему все нынешние жители деревни Шахравщины (154 о. п.) прозываются Давиденковыми. Жители кроме того рассказывают, что на горе между Шахравщиной и Крюковщиной, где теперь видны следы какого-то селища, жил некогда князь Шахрай, владевший всеми окрестными сёлами. Близ Шахравщины одно урочище называется Туровой долиной. По преданию лет за 200 Крюковщина и Шахравщина были окружены лесами. Крюковщина с Шахравщиной и Юровкой до отобрания от монастырей недвижимых имений принадлежали Киево-Златоверхо-Михайловскому монастырю. Церковь деревянная Воздвиженская, 5-го класса; земли имеет 51 десятину; построена на место прежней в 1792 году. Исправляема была: в 1808 году прихожанами и в 1852 на счёт казны. Между церковными книгами замечательны общая минея, напечатанная в Москве 1600 года. К приходу причислена Юровка».
Западная окраина села находится на территории первого обвода Киевского укрепленного района, поэтому в селе и окрестностях много фортификационных сооружений — ДОТов, ТАУТов, блиндажей. Дот № 301 и защищенный узел связи Киевского особого военного округа являются памятниками истории.
В юго-западном углу села расположен ландшафтный заказник «Озёрное».

## Галерея

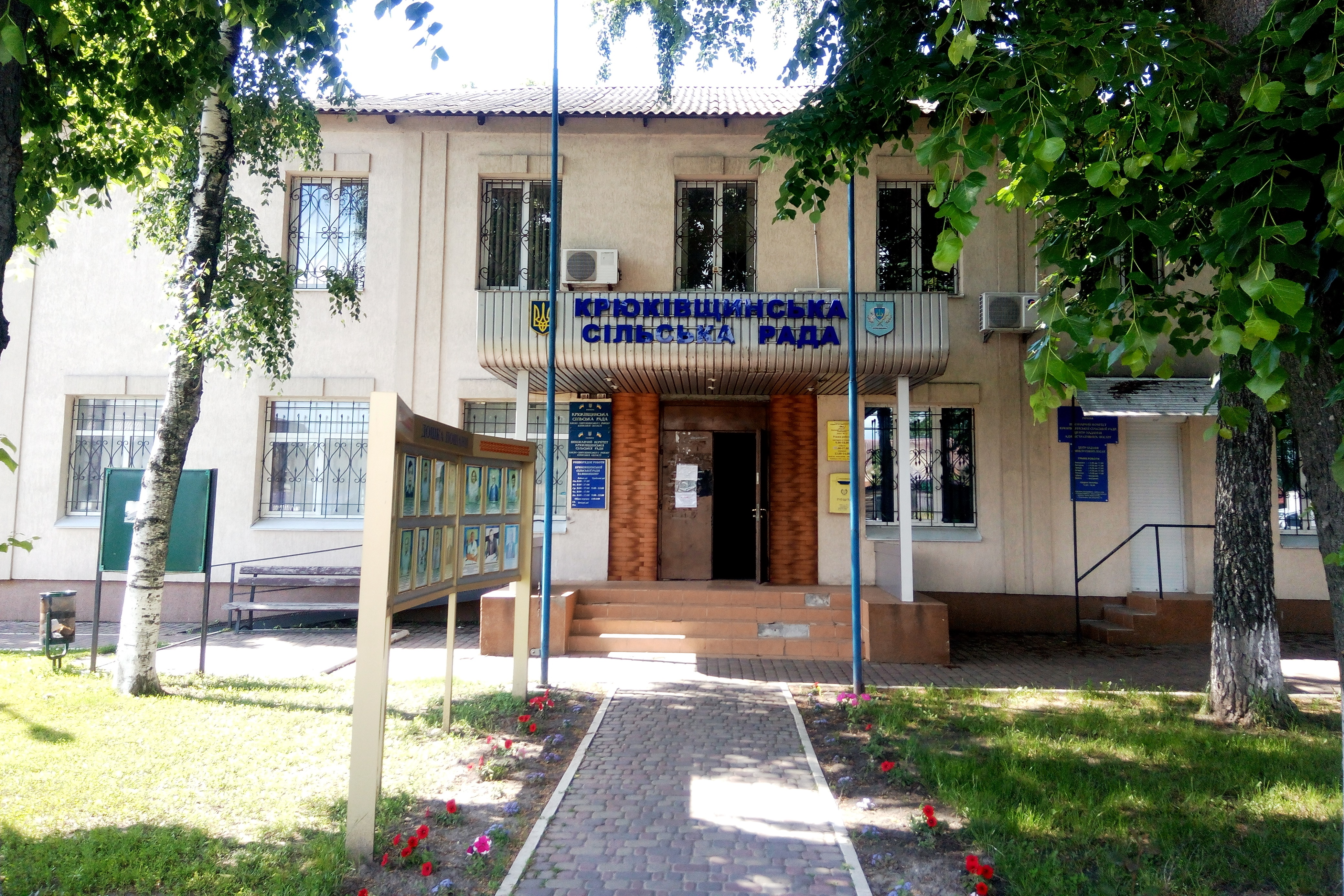
Сельский совет
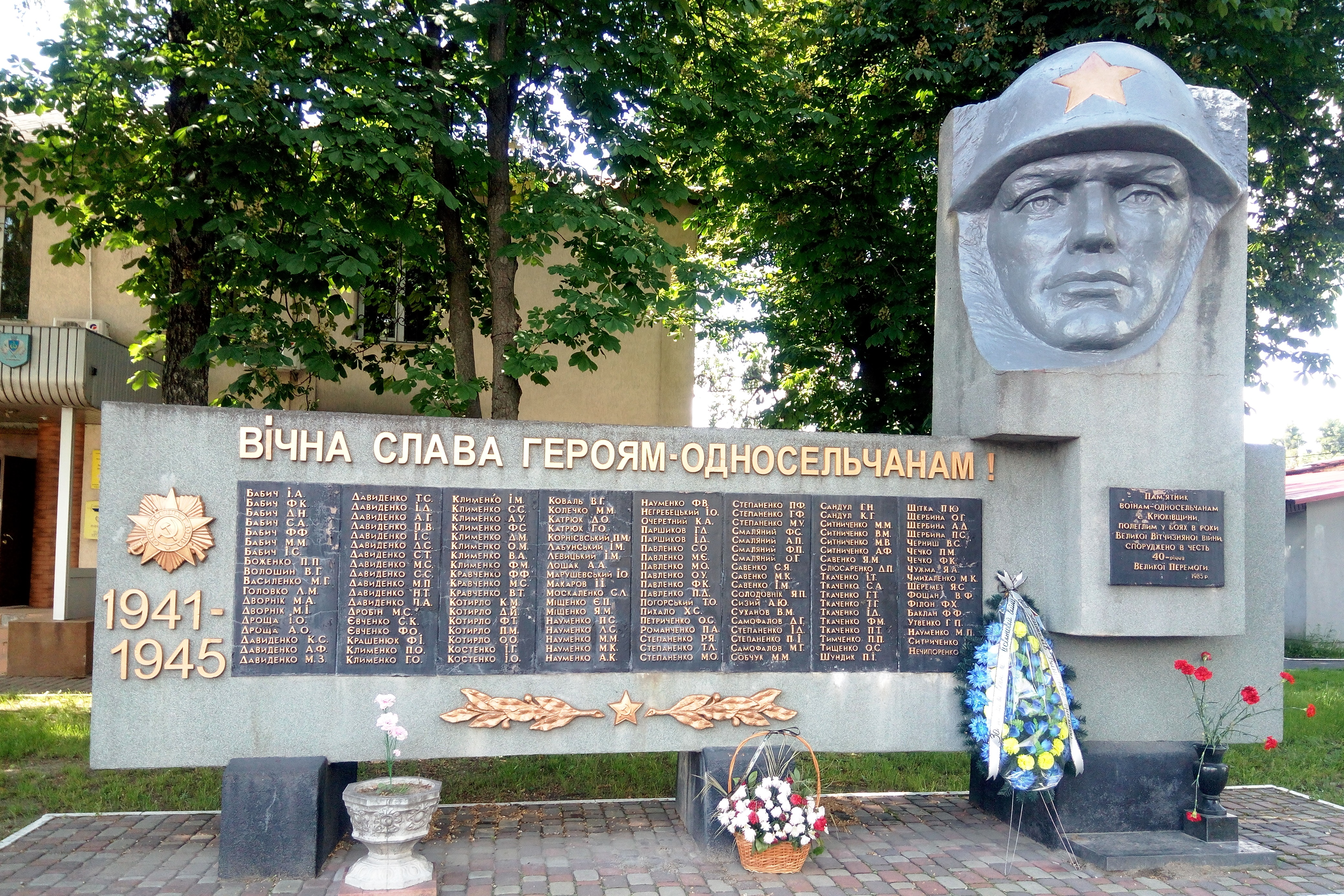
Мемориал воинам-односельчанам погибшим в боях в годы ВОВ
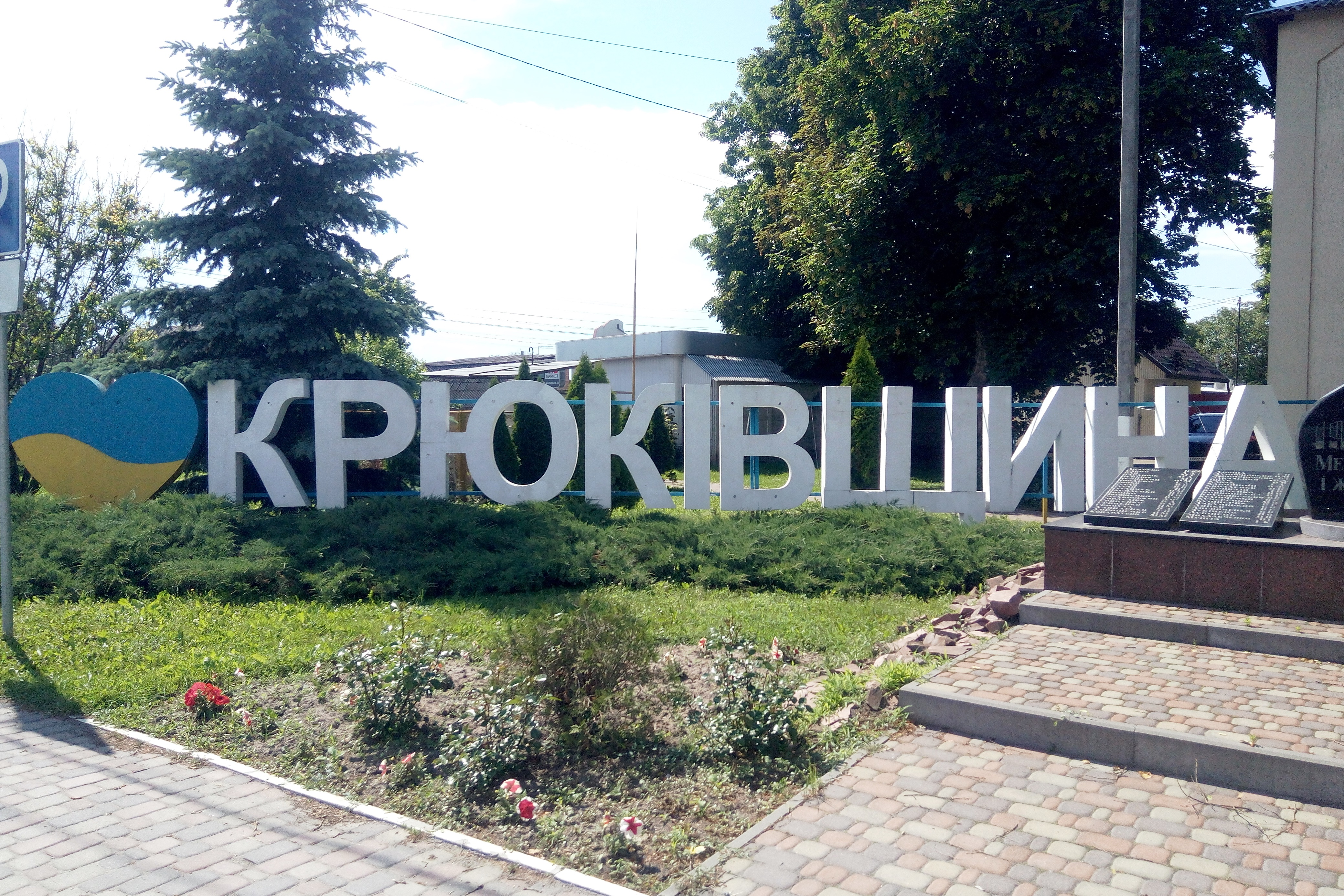
Арт-объект «Я люблю Крюковщину»
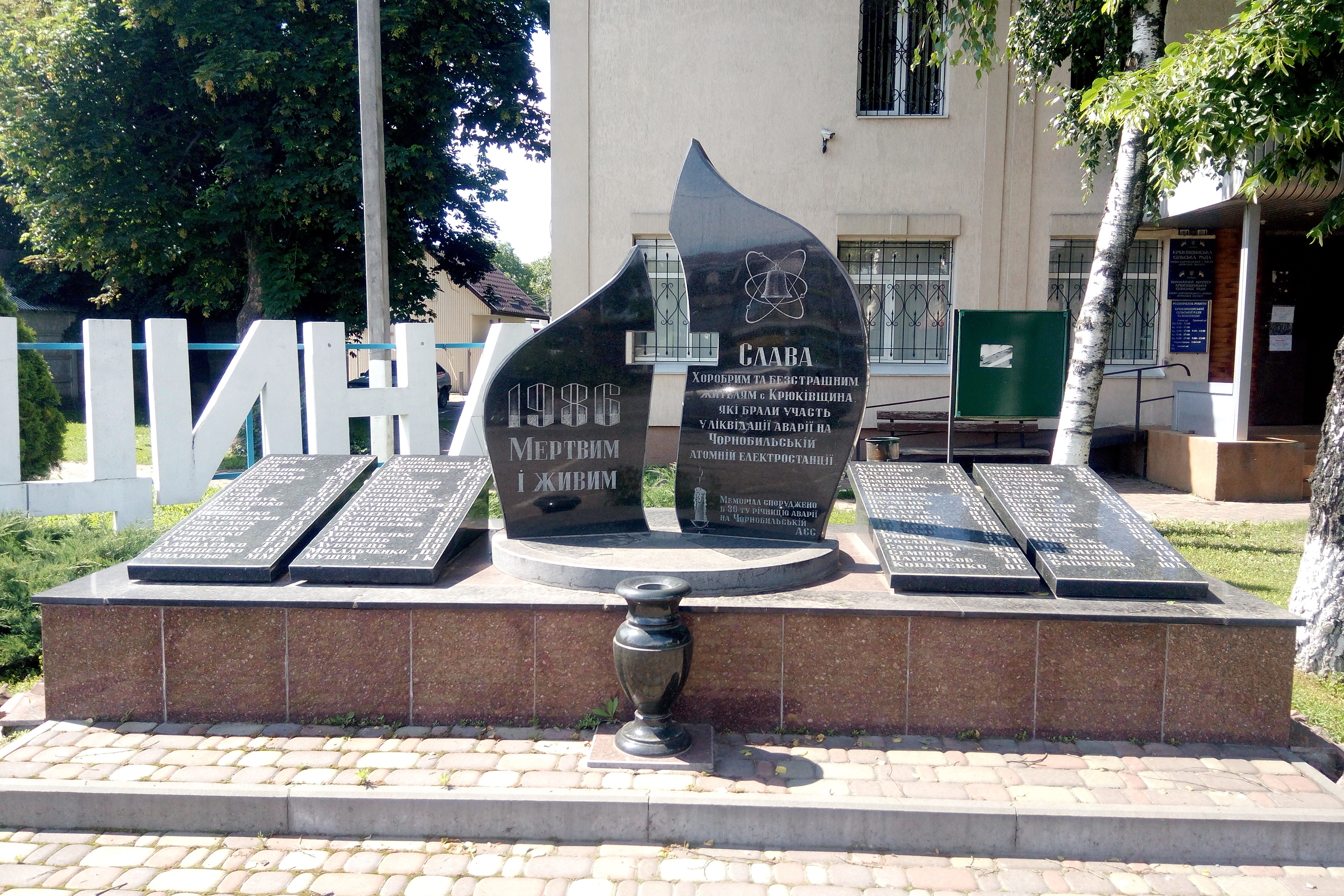
Памятник чернобыльцам
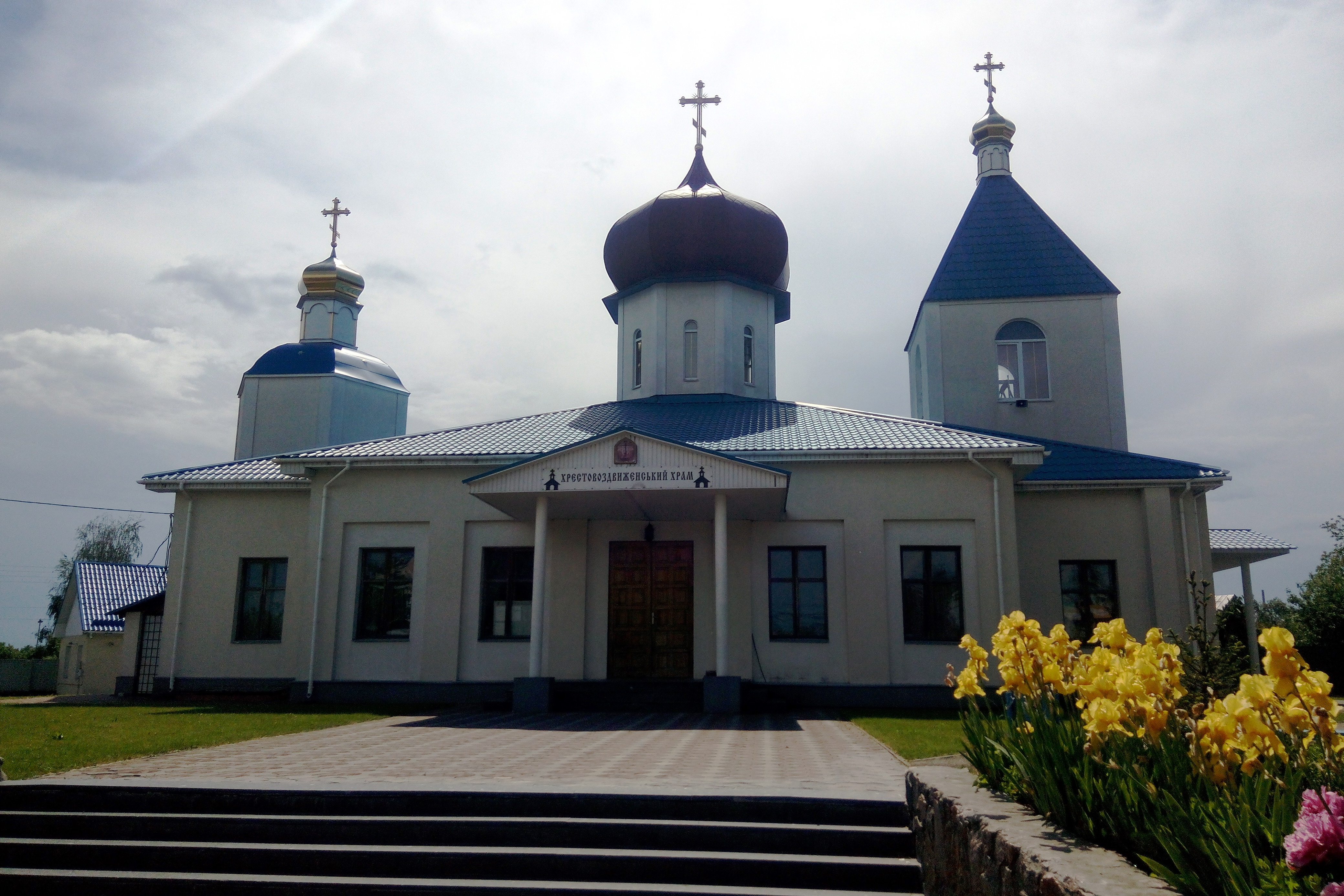
Храм Воздвижения Животворящего Креста (УПЦ МП)
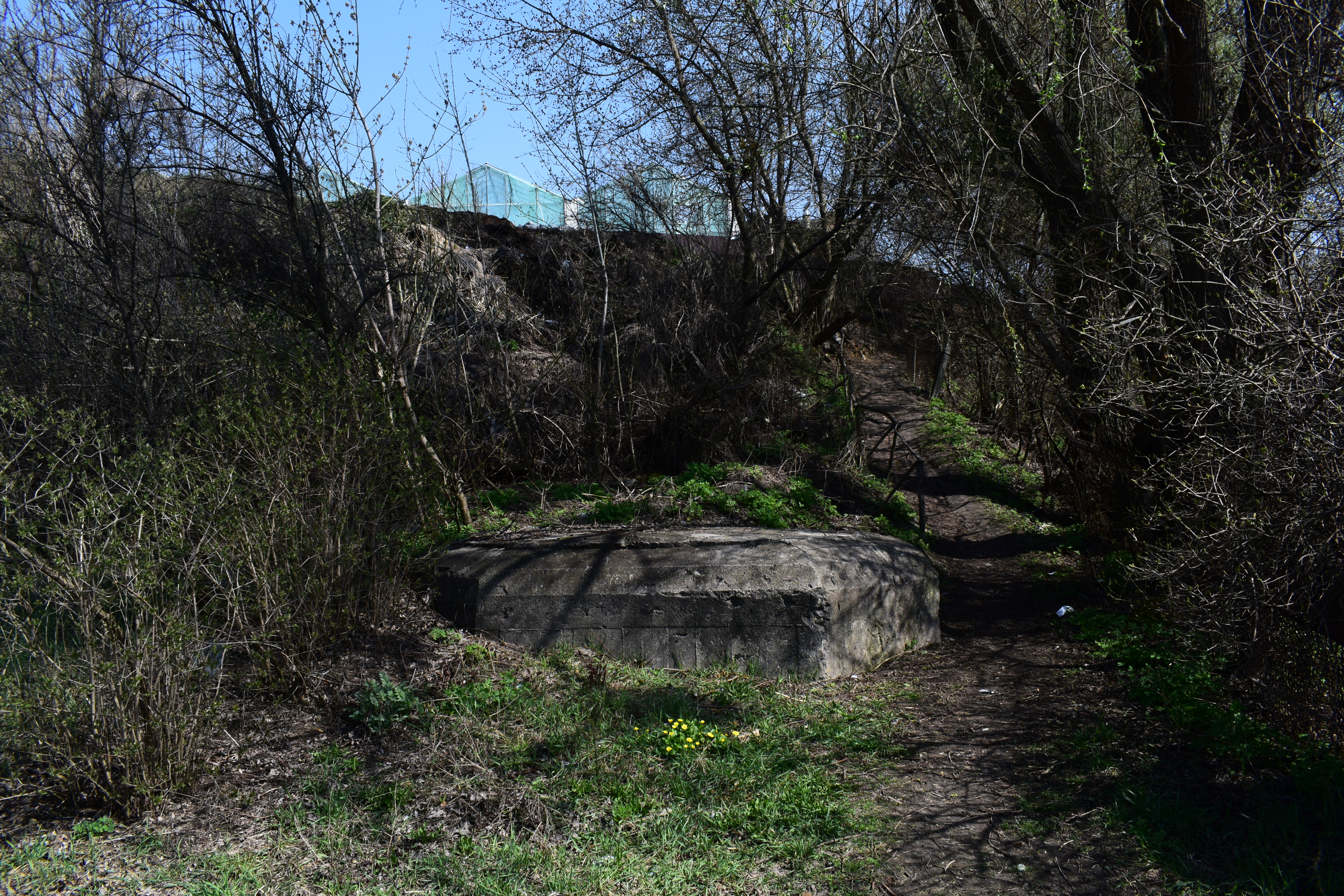
Дот №301
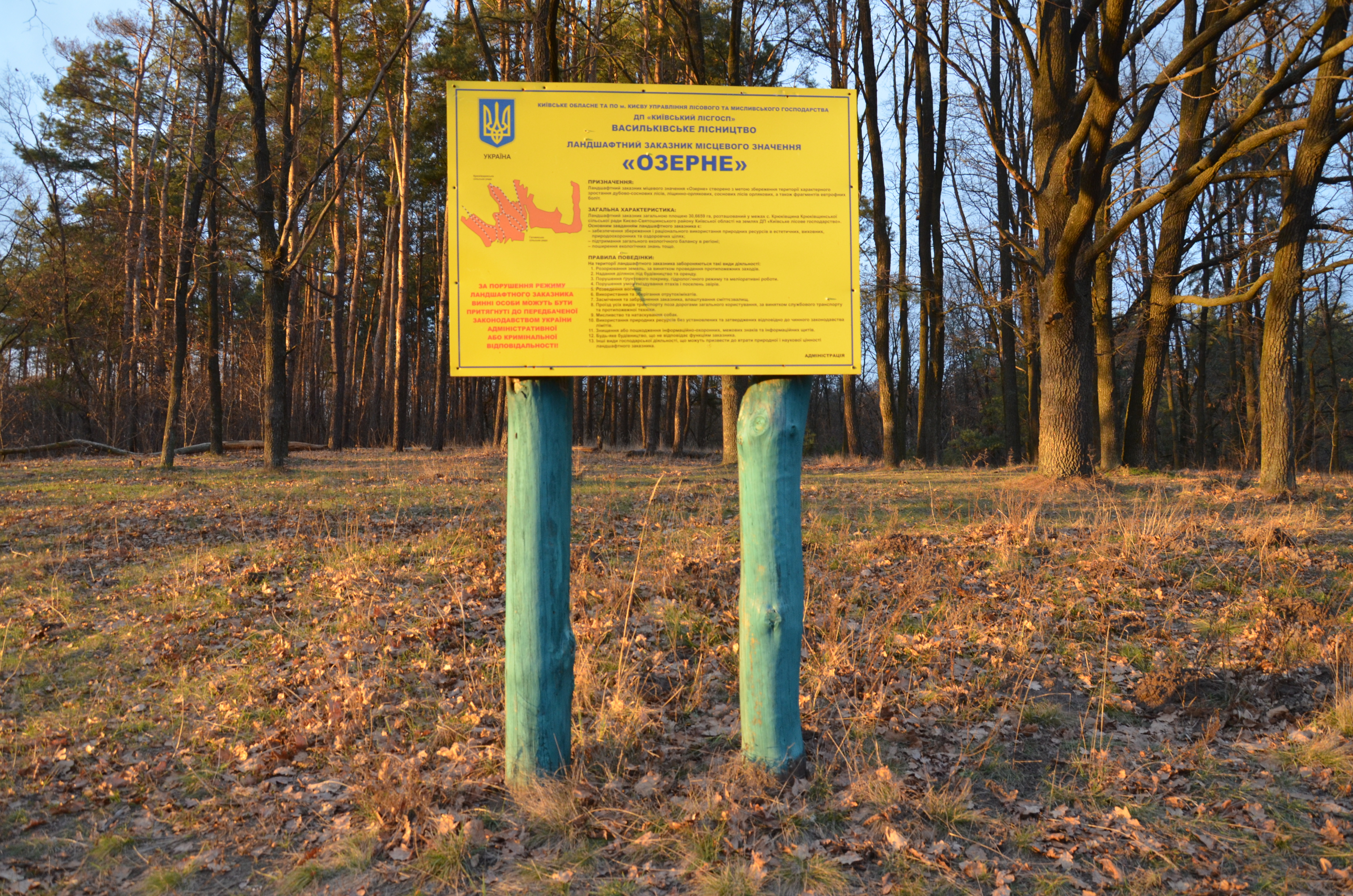
Заказник "Озёрное"